# تراوور استورتون
تراوور استورتون (انگلیسی: Trevor Storton; ۲۶ نوامبر ۱۹۴۹ – ۲۳ مارس ۲۰۱۱) بازیکن فوتبال سابق انگلستان بود که در پست دفاع وسط بازی می‌کرد.
از باشگاه‌هایی که در آن بازی کرده‌است می‌توان به باشگاه فوتبال ترانمره راورز، باشگاه فوتبال لیورپول، باشگاه فوتبال تلفورد یونایتد، و باشگاه فوتبال نیو سنتس اشاره کرد.